# Austria Superioară
Austria Superioară sau, mai rar, Austria de Sus (Germană: Oberösterreichⓘ, cehă Horní Rakousy, bavareză: Obaöstarreich) este unul dintre cele nouă state federale ale Austriei. Capitala sa este orașul Linz. Austria Superioară are graniță cu Germania și Republica Cehă, la fel ca și cu alte landuri austriece cum ar fi Austria Inferioară, Stiria și Salzburg. Cu o suprafață de 11.980 km² și 1,3 milioane de locuitori, Austria Superioară este al treilea land austriac ca mărime (Viena și Austria Inferioară au mai mulți locuitori, Stiria și Austria Inferioară sunt mai mari în termeni de suprafață).
Alte orașe mari din Austria Superioară  sunt Steyr, Wels, Enns, Schärding, Gmunden, Grieskirchen, Braunau, Bad Ischl (vezi Franz Josef și Elisabeta a Austriei) și Ebensee.

## Diviziuni administrative
Tradițional, Austria Superioară este împărțită în patru regiuni: Hausruckviertel, Innviertel, Mühlviertel și Traunviertel.
Administrativ, statul e divizat în 15 districte, trei orașe și 442 de municipalități.

### Orașe
1. Linz
2. Steyr
3. Wels

### Districte
1. Braunau am Inn
2. Eferding
3. Freistadt
4. Gmunden
5. Grieskirchen
6. Kirchdorf an der Krems
7. Linz-Land
8. Perg
9. Ried im Innkreis
10. Rohrbach
11. Schärding
12. Steyr-Land
13. Urfahr-Umgebung
14. Vöcklabruck
15. Wels-Land

## Legături externe
- de  Upper Austria official website